# Osiedle Barbary (Jastrzębie-Zdrój)
Osiedle Barbary – osiedle mieszkaniowe w mieście Jastrzębie-Zdrój, jedne z 21 jednostek pomocniczych miasta, położone w centrum miasta. Nazwane na cześć świętej Barbary, patronki górników.

## Historia Osiedla
Teren obecnego osiedla został włączony w granice miasta w 1969 roku kosztem Jastrzębia Górnego. Osiedle wybudowane w latach 1972–1975 podczas masowej budowy blokowisk w Jastrzębiu-Zdroju w ramach projektu osiedla IV. 
25 maja 2002 r. Uchwałą Rady Miasta Jastrzębie-Zdrój Nr XLII/1036/2002 utworzono na terenie miasta jednostkę pomocniczą (realizującą zadania publiczne) - Osiedle Barbary".  
Obszar Osiedla Barbary stanowi powierzchnię 54,86 ha
Liczba zameldowanych mieszkańców w 2024 wynosiła 7769..

## Usytuowanie
Osiedle graniczy: 
- od północnego wschodu - z Osiedlem Jastrzębie Górne i Dolne (wzdłuż ul. Granicznej)
- od północnego zachodu - z Osiedlem Morcinka (wzdłuż al. Józefa Piłsudskiego)
- od zachodu - z Osiedlem Arki Bożka
- od południa - z Osiedlem Pionierów i Sołectwem Bzie (wzdłuż ul. Podhalańskiej i Cichej).

Składa się z ulic: Turystycznej, Szkolnej, Jasnej oraz częściowo Cichej, Granicznej i Podhalańskiej.

## Infrastruktura
Na terenie osiedla znajduje się m.in.:
- Filia Urzędu Pocztowego Jastrzębie-Zdrój
- skatepark i pumtrack
- NZRL "Relmed"
- Zespół Szkół nr 1
  - 1 Liceum Ogólnokształcące
- Szkoła Podstawowa nr 12
- Szkoła Podstawowa nr 23
- Publiczne Przedszkole nr 15
- Publiczne Przedszkole nr 19
- Kościół pw. Matki Boskiej Częstochowskiej
- Kościół pw. Miłosierdzia Bożego.